# Telchinia anacreon
Telchinia anacreon is een vlinder uit de familie van de Nymphalidae. De wetenschappelijke naam van de soort is voor het eerst gepubliceerd in 1868 door Roland Trimen.

## Verspreiding
De soort komt voor in Zimbabwe, Zuid-Afrika, Eswatini en Lesotho.

## Waardplanten
De rups leeft op Cliffortia linearifolia (Rosaceae), Aeschynomene abyssinica, Aeschynomene oligophylla (Fabaceae) en soorten van het geslacht Adenia (Passifloraceae).